# سارة مور (سائقة سيارة سباق)
سارة مور (بالإنجليزية: Sarah Moore)‏ هي سائق سيارة سباق بريطانية، ولدت في 22 أكتوبر 1993 في هاروغيت في المملكة المتحدة.